# 祝福 (YOASOBI歌曲)
祝福（日语： shukufuku）是日本音樂組合YOASOBI的歌曲，收錄於2023年發行的第三張迷你專輯《THE BOOK 3》，在2022年10月1日於各大串流平台數位發行。A面曲祝福是電視動畫《機動戰士GUNDAM 水星的魔女》的片頭曲，以該作劇本統籌兼編劇大河內一樓所著的短篇小說《搖籃之星》（ゆりかごの星）為歌曲原著。這首歌曲在Oricon單曲合算榜上排名第三，在日本告示牌百大單曲榜上排名第二，並獲得日本唱片協會（RIAJ）的下載白金認證和串流媒體雙白金認證。

## 背景與發行
從2022年9月2日開始連續三天，YOASOBI上傳了三張白色背景的未知黑色形狀神秘圖片，上面寫著“941”、“730”和“即將推出！！！”。兩天之後，日本機甲動畫系列的第二部宣傳片對外公佈，並宣布片頭主題曲祝福將由YOASOBI演唱。這首歌曲是根據大河內一樓創作的短篇小說《搖籃之星》（ゆりかごの星）作改編的，而大河內一樓也是動畫的創作者。該故事於2022年10月2日在動畫官方網站上發布。
2022年9月16日，YOASOBI為紀念《All Night Nippon》開播55週年而在特別廣播節目《All Night Nippon Music Week》中主持一晚並公開祝福的動畫剪輯版。這首歌曲的數位單曲封面藝術於同年9月25日揭曉，並於10月1日（即動畫第一集首映前一天）在數位音樂和串流平台上發布這首歌曲。這首歌曲的音樂錄影帶由依田伸隆執導，動畫由久保裕太郎執導，於歌曲發行第二天透過YOASOBI官方YouTube頻道首播。它描繪了與動畫相同的視覺效果，但比主題更為“溫暖” 。
隨後於2022年11月9日發行了祝福的限定CD單曲，在其單曲包括英文版的祝福、動畫編輯版、伴奏版，以及改編自小說、原創GUNPLA鋼彈模型和與兩人獨家合作的XVX-016風靈鋼彈貼花。2022年11月3日，在音樂錄影帶觀看次數突破1000萬次後，YOASOBI分享了這首歌曲的英語版本。英語版本作為獨立單曲在同一天與CD單曲以數位形式發行，並收錄在YOASOBI在11月18日發行的第二張英語迷你專輯《E-SIDE 2》中。這首歌曲的動畫剪輯版本後來收錄在動畫原聲帶專輯中，而完整版則收錄在YOASOBI於2023年10月4日發行的第三張迷你專輯《THE BOOK 3》中。

## 製作與迴響
祝福是一首電子流行和舞曲流行歌曲，具有朗朗上口的旋律和震撼人心的節拍，由雙人組合YOASOBI成員Ayase創作和製作。它描繪了主角蘇萊塔·墨丘利和她的XVX-016風靈鋼彈之間的關係，從鋼彈的角度敘述，與他們的主人並肩作戰，看著她引導動畫中的事件，並提醒人們對動畫的堅持與解放壓迫。該曲以E小調創作，每分鐘170拍，長度3分16秒。
《Real Sound》撰稿者Tsuki（月の人）形容祝福的作曲，其鋼琴聲華麗，編曲充滿衝刺感，但樂句中隱藏的不安卻有一種適合戰鬥場面較多的作品的驚心動魄的感覺，因此他表示祝福的聲像柔美與力量並存，並凸顯了《水星的魔女》的世界觀，同時也生動地展現了YOASOBI的創新精神。Game Rant的Nahda Nabiilah稱讚這首歌提供了樂觀的曲調，可以提高聽眾的能量並激發他們開始對動畫劇集的熱情。天野史彬在為《ROCKIN'ON JAPAN》撰寫的文章中將祝福與Ayase和Ikura之間的歌曲盡可能接近，並將其比作“YOASOBI的主題曲”。

## 商業表現
發行兩天後，有著23,298個單位銷量的祝福登上日本告示牌百大歌曲榜第14名，並登上下載歌曲榜榜單第2名。接下來一周，這首歌曲在發行一周後於日本告示牌百大單曲榜上升12個名次至第2名，僅次於拿下當周冠軍的偶像團體SKE48歌曲絕對Inspiration，另外在同一周有著30,499次下載量和6,203,733次串流量的祝福分別登上日本告示牌下載歌曲榜和串流歌曲榜第1名和第7名，其影片觀看量也有1,397,032次。在特定類型的熱門動畫歌曲榜方面，祝福在發行首周登上第7名，並在一周後上升到第1名。CD單曲發行後，日本告示牌表示祝福首周售出24,926張，因此在其單曲銷量榜登上第4名。
在Oricon排行榜方面，祝福登上2022年10月10日當周的單曲合算榜第23名，並於一周後登上第3名。祝福以26,736個單位銷量在10月10日當周的數位單曲榜登上第2名，並以34,563個單位銷量登上10月17日當周榜單第1名，成為第十首登上該榜單第1名的YOASOBI歌曲。另外，這首歌曲以6,390,883次串流量登上10月17日當周的Oricon串流榜第6名，在CD單曲發行後，祝福以23,845張CD單曲銷量在Oricon單曲榜上排名第三，並且在11月21日當周的動漫單曲榜登上第1名。在國際榜單方面，祝福在告示牌全球二百大單曲榜、告示牌美國除外全球單曲榜、告示牌香港歌曲榜分別登上第76、27、和12名。在銷售認證方面，祝福獲得日本唱片協會（RIAJ）的下載量白金認證和串流雙白金認證。

## 現場演出與翻唱
YOASOBI在2022年11月7日登上日本TBS電視台的音樂節目《CDTV Live! Live!》表演祝福，而他們在設有18公尺高的RX-78系列机动战士裝置的橫濱鋼彈工廠進行錄製。在YOASOBI舉行電光石火演唱會和2023至2024年亞洲演唱會期間亦把這首歌曲列入他們的演唱歌單。除此之外，YOASOBI自2022年以來還在云思妙想音乐艺术节、Unibaru! Live 2023、ROCK IN JAPAN FESTIVAL等多個音樂節上表演了這首歌曲。日本聲優Lynn翻唱了祝福並上傳到她的YouTube頻道，之後在2024年2月28日發佈到音樂串流平台。

## 獲獎與提名
| 頒獎典禮              | 年份 | 獎項           | 結果  | 參考   |
| --------------------- | ---- | -------------- | ----- | ------ |
| Anime Grand Prix      | 2023 | 最佳動畫歌曲   | 第2名 | [ 53 ] |
| Anime Trending Awards | 2023 | 年度片頭主題曲 | 提名  | [ 54 ] |
| Newtype動畫大賞       | 2023 | 最佳主題曲     | 第3名 | [ 55 ] |
| 令和動畫歌曲大賞      | 2022 | 作品賞         | 提名  | [ 56 ] |

## 曲目列表
- 數位下載 / 串流

1. 祝福 – 3:16

- 數位下載 / 串流 – 英語版

1. The Blessing（祝福英語版） – 3:13

- CD單曲

1. 祝福 – 3:14
2. The Blessing（祝福英語版） – 3:14
3. 祝福（動畫剪輯版） – 1:30
4. 祝福（伴奏版）– 3:12

## 製作名單
- Ayase – 詞曲、製作人
- Ikura – 演唱
- Konnie Aoki – 英語歌詞
- 大河內一樓 – 腳本
- Takeruru – 吉他
- やまもとひかる – 貝斯

## 榜單表現
| 排行榜（2022年）                      | 最高 排名 |
| ------------------------------------- | --------- |
| 全球（Billboard Global 200）          | 76        |
| 香港（告示牌香港歌曲榜）              | 12        |
| 日本（日本告示牌百大歌曲榜）          | 2         |
| 日本（日本告示牌熱門動畫歌曲榜）      | 1         |
| 日本（Oricon單曲榜）                  | 3         |
| 日本（Oricon單曲合算榜）              | 3         |
| 日本（Oricon數位單曲榜）              | 1         |
| 日本（Oricon數位單曲榜） The Blessing | 25        |
| 日本（Oricon動畫單曲榜）              | 1         |

| 排行榜（2022年）         | 排名 |
| ------------------------ | ---- |
| 日本（Oricon單曲榜）     | 15   |
| 日本（Oricon動畫單曲榜） | 3    |

| 排行榜（2022年）                 | 排名 |
| -------------------------------- | ---- |
| 日本（日本告示牌百大歌曲榜）     | 74   |
| 日本（日本告示牌熱門動畫歌曲榜） | 15   |
| 日本（Oricon數位單曲榜）         | 7    |
| 排行榜（2023年）                 | 排名 |
| 日本（日本告示牌百大歌曲榜）     | 15   |
| 日本（日本告示牌熱門動畫歌曲榜） | 7    |
| 日本（Oricon數位單曲榜）         | 9    |

## 銷售和認證
| 地區                                | 认证    | 认证单位/销量 |
| ----------------------------------- | ------- | ------------- |
| 日本 實體單曲                       | —       | 25,622        |
| 日本（日本唱片協會） 數位單曲       | 白金    | 250,000*      |
| 串流                                |         |               |
| 日本（日本唱片協會）                | 2× 白金 | 200,000,000†  |
| *僅含認證的實際銷量 †僅含認證的銷量 |         |               |

## 發行歷史
| 地區 | 日期           | 格式              | 版本   | 廠牌             | 參考   |
| ---- | -------------- | ----------------- | ------ | ---------------- | ------ |
| 全球 | 2022年10月1日  | 數位音樂下載 串流 | 原版   | 日本索尼音樂娛樂 | [ 73 ] |
| 全球 | 2022年11月9日  | 數位音樂下載 串流 | 英語版 | 日本索尼音樂娛樂 | [ 74 ] |
| 日本 | 2022年11月9日  | CD單曲            | 限量版 | 日本索尼音樂娛樂 | [ 75 ] |
| 台灣 | 2022年11月25日 | CD單曲            | 限量版 | 台灣索尼音樂娛樂 | [ 76 ] |